# Mirzapur Taj, Bidar
Mirzapur Taj là một làng thuộc tehsil Bidar, huyện Bidar, bang Karnataka, Ấn Độ.